# 盖斯维莱尔
盖斯维莱尔（法語：Geiswiller，法語發音：[ɡaisvilɛʁ]）是法国下莱茵省的一个旧市镇，属于萨韦尔讷区。

## 地理
盖斯维莱尔（48°47'17"N, 7°30'11"E）面积3.2 平方千米，位于法国大東部大區下莱茵省，该省份为法国大陆部分最东部的省份，是阿尔萨斯的一部分，今与上莱茵省组成了阿尔萨斯欧洲集体，其南至上莱茵省，西南接孚日省和默尔特-摩泽尔省，西接摩泽尔省，北与德国接壤，东侧沿莱茵河与德国相望。
与盖斯维莱尔接壤的市镇（或旧市镇、城区）包括：博塞尔索桑、布克斯维莱尔、戈特赛姆、梅尔赛姆、普林蔡姆、维凯尔桑维尔索桑、佐埃贝尔斯多尔。
盖斯维莱尔的时区为UTC+01:00、UTC+02:00（夏令时）。

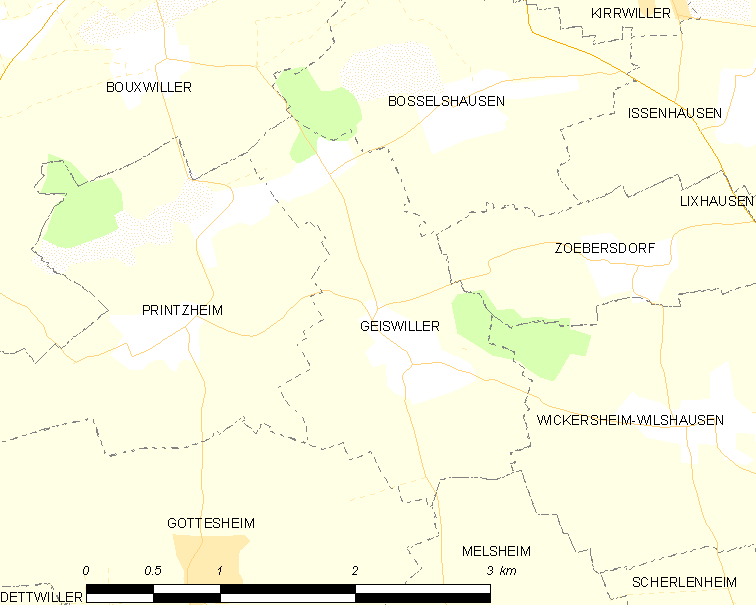
盖斯维莱尔的OSM定位图

## 行政
盖斯维莱尔的邮政编码为67270，INSEE市镇编码为67153。

## 政治
盖斯维莱尔所属的省级选区为布克斯维莱尔县。

## 人口

1962-2008年间盖斯维莱尔人口变化图示

盖斯维莱尔于2018年1月1日时的人口数量为222人。